# 国民革命军新编第三师
国民革命军新编第三师是从民初到1949年，绥远与西北地区一支蒙古族为主体的骑兵部队。

## 历史

### 绥远省“老一团”
“老一团”是民初绥远的地方骑兵武装，成员多为土默特旗蒙古族。该团虽经多次改编，频繁调动，番号屡变，但由于民族情感和军队中的封建隶属关系，总能聚而不散，官兵始终保持一个团的原班人马编制。因此当时当地称它为“老一团”。
1912年，直系张绍曾駐绥远将军府，驻归化土默特陆军骑兵第二营反对张的税赋征收，当年冬，张绍曾解散了该部。1913年初，该部驻武川县的第三连在连长玉禄率部哗变，宣布为"独贵龙"，很快扩大为上千人的骑兵武装，在武川、达尔罕旗一带游动作战，多次击败北洋正规军的围剿。后经谈判招抚，1914年10月绥远将军张绍曾将该部收抚改编为地方武装“绥远骑兵游击队”，编制300人，常驻包头一带，玉禄任司令，下设3队，分别由有亮、松秀、都隆任队长。
1916年5月，绥远都统潘矩楹成立绥远警备队，将玉禄所部编作绥远警备队第三路，编制300余名，大部分系土默特青壮年。总队长玉禄，总队副满泰，参谋长荣祥，副官长耿子荣，军需官瑞辑五。驻归化城，有警则派往各县防剿。下辖4队（连）：
- 第一队队长多才，
- 第二队队长李根车，
- 第三队队长习松山
- 第四队队长荣松亭

1920年，包头等地"哥老会"勾结土匪数千人，围攻包头3天3夜。驻包的甘军坐视不管，玉禄率警备队出城将匪击退。后土匪头子窦飞龙率众匪千余围攻包头，企图进行抢劫。警备队出城迎战。初战击退土匪。窦匪不甘失败，退至昆都仑山口和尚湾一带盘踞，伺机再动。玉禄令警备队乘胜追击，队长多才率士兵冲入匪穴，击毙匪徒30多人，多才与11名士兵战死。
1921年10月，绥远都统马福祥委任冯绍闵为绥西巡防司令，将警备队第三路改编为绥远补充团，隶属马福祥部宁海军。玉禄任团长，满泰为副团长，下设4个连，各连设3排，军饷按陆军8成发（以银元计算）。团部驻萨拉齐城中，各连驻防绥西一带，维护地方治安。民国12年（1923年），因包头城防吃紧，补充团移防包头城内，担负包头及河西（即伊克昭盟）的剿匪任务。1924年春，匪首苏雨生、赵有禄、刘喇嘛等股匪分扰后套、包头、萨拉齐、东胜等地，包头镇守使石友三令玉禄率队渡河追剿配合冯玉祥部杨团及石旅炮队。在伊盟东胜杨二虎圪卜被包围。玉禄率部奋力突围，肩部受伤，力尽被俘，终被残杀。玉禄的追悼会在包头永合成（今新兴市场）举行，绥远都统李鸣钟亲自主祭，授玉禄中将军衔。
1925年8月，绥远都统李鸣钟把绥远补充团改为绥远暂编骑兵第三团，任务仍为防剿土匪，保卫地方。团长满泰。团部之下设4个连，兵员增至800余名，军饷按陆军标准发给。隶属于冯玉祥的国民军。
1926年3月，绥远都统李鸣钟将暂编骑兵第三团和收编的约一个团的骑兵，合编为绥远骑兵第一旅，旅长满泰，辖两团：
第一团（老一团）：团长李根车。4大连建制，驻防于包头、五原、临河、东胜一带。驻绥西剿匪，得到当地民众的拥护，受商会“保境安民”匾额。
第二团：团长耿子荣。防区在萨拉齐、托克托、武川、固阳一带。
1926年12月，晋军来绥，绥远都统商震将骑兵第一旅扩编为山西陆军骑兵第五师，下辖十三、十四、十五团和骑兵独立团共4个团，各团均为4大连建制。师长满泰。"老一团"为该师骑兵第三团。
1927年10月，奉军入绥，汲金纯将骑兵第五师编入安国军第31军，下辖5个旅，驻防于包头以西至五原一带；满泰任副军长兼绥西镇守使，驻包头。原骑兵三团（老一团）为其中的一个旅。其军饷由包头征收之护路费项下拨发，不足部分由中央补助。该军以剿匪为主要任务。
1928年春，晋军复入绥远。1928年9月，绥远省主席李培基奉阎锡山之令，大规模编遣绥远地方各军，满泰去职，李根车任骑兵旅旅长，隶属于晋军第十九军（军长赵承绶）骑兵第二师（师长郭凤山）。该旅下辖两团，
- 晋梅五团（老一团）
- 史钦芳团

缩编未及两个月，李培基再次撤销该旅，"老一团"直属于晋军骑兵第二师，团长李根车，担负临河、五原城防及河西剿匪任务。
1929年，晋军第三十七师师长王靖国任绥远警备司令，将李根车团（老一团）改称为黄马队，驻河西一带剿匪。1932年又将黑马队2个连（孙长胜所带宣化镇守使谭庆林的老淮军）补充进"老一团"。
1933年老一团被晋军收编为晋绥骑兵独立营，隶属于晋军骑兵司令赵承绶，李根车任营长，下辖两连。一律乘黑马，时称黑马队。1933年5月，日伪军突袭多伦城，赵承绶部和老一团与东北军、冯占海的东北义勇军和孙殿英的第41军夹击敌军，多伦失陷前老一团奉命掩护赵军撤退。战后，老一团奉命退守尚义县大青沟镇。1933年9月底，察哈尔抗日同盟军解体，日伪席卷察北、察西，赵承绶部撤离大青沟，返回晋绥。老一团经商都、集宁、归绥返回包头。1934年调往丰镇驻防。绥远省政府主席傅作义以“老一团”不适应正规操练并染有鸦片烟嗜好为由，把李根车列为绥远省四大股土匪之一，将该部调到大同卧虎湾，被太原绥靖公署主任阎锡山强制解散，枪马被收缴，人员遣散。被遣散的“老一团”官兵，相当一部分人前往百灵庙，参加了蒙古地方自治政务委员会保安队。

### 蒙旗保安队
九一八事变后，日本推行“满蒙政策”。热河省沦陷后，察绥地区处在危亡中。1934年4月蒙古地方自治政务委员会（即蒙政会）在百灵庙成立后，建立了一支队伍，即蒙政会保安总队，共约千余人，多数为土默特蒙古族。1935年德王投日，成立了蒙古军总司令部。黄埔军校的蒙古族毕业生云继先（第五期）、朱实夫（第四期）、云蔚（第九期）等，在中共西蒙工委书记云泽等的推动下，于1936年2月21日晚，率领百灵庙蒙政会保安队1000多名爱国官兵，"兵变反正"，发动了百灵庙暴动，宣布脱离蒙政会，反对德王投日，整队南下。绥远省主席傅作义派汽车将队伍接至二份子。在二份子被前来"迎接"的傅作义部旅长孙兰峰缴械，而后徒手越过大青山，分别驻在归绥县毕克齐、察素齐和萨拉齐县水涧沟门村，傅作义给予"归绥县防共大队"、"萨拉齐县防共大队"番号。不久，国民党中央给予"蒙古保安总队"番号，傅作义改为"蒙旗保安总队"，命云继先为总队长，朱实夫为副总队长，发给月饷万元，购马费5千元。1936年9月，因傅作义仍不发还武器及挪用马费等事引起士兵不满，在章文锦等的策动下，部队发生叛变，云继先被打死，部分官兵重返百灵庙，途中被傅作义打死多人，这支队伍遂告解体。

### 蒙旗保安总队
为了将这支蒙古族抗日武装掌握在中共手中，乌兰夫等决定，白海风以黄埔一期生的身份，向国民政府军政部自荐重组这支队伍。1936年11月，军政部任命白海风为蒙旗保安总队少将总队长，收容、整顿和重组蒙旗保安总队，将其重组为900余人的以蒙古族青年为主体的部队。下辖2个大队（二大队长朱实夫），最初驻扎在归绥一带。乌兰夫、纪松龄、朱实夫、奎璧、李森、孟纯等一大批大革命时期入党的中共党员以及抗战初期入党的赵俊臣、克力更、纪明德、云蔚、云飞杨、齐希古等活跃在这支部队中，使得共产党组织在这支队伍中有着核心影响力。"七七事变"以后，傅作义率部开赴山西，该队到百灵庙接防。不久蒙旗保安总队奉命退守固阳。

### 蒙旗独立混成旅
1937年8月，东北挺进军司令马占山在包头召开军事会议，决定将蒙旗保安总队改编为蒙旗独立旅，旅长白海风，政训部代主任云时雨（即云泽，时为该部科长），下设两个团，一个炮兵营。
- 一团长纪松龄，政治指导员克力更，
- 二团长朱实夫，政治指导员王允文。

1937年8月间，日军进逼绥远，该旅开往归绥，在城南大黑河北岸及南茶坊布防。1937年10月12日夜，日军黑石旅团在伪內蒙軍3个师配合下进攻归绥，蒙旗独立旅与绥远国民军、马占山部予以抵抗，10月13日，撤往包头，10月14日，该旅在昭君坟南渡黄河，取道伊盟的达拉特旗，转抵哈拉寨整编。日军由河曲、保德偷渡时，与八路军在府谷一带抗击日军。
1938年春，该部队到达陕北的神木县，改番号为蒙旗独立旅，队伍扩大到近两千人。白海风赴武汉向国民政府军政部汇报，归途中于1938年4月到延安，向中共中央汇报工作，与先期到达的乌兰夫一起在1938年5月受到毛泽东的接见。毛泽东指示他们从抗日民族统一战线的大局出发，保障部队原来的面貌，以巩固与扩大全蒙抗日团结及蒙汉抗日力量。中共中央对蒙古混成旅有专门的工作指标和目标，并成立了相应的不公开的工作机构。作为秘密党员，白海风不参加该部党组织的活动，但对乌兰夫等人在部队开展思想政治工作等活动给予了种种保护。

### 新编第三师
1938年夏，蒙旗独立旅改编为国民革命军陆军新编第三师（简称“新三师”），白海风任师长，朱实夫任副师长。不久，白海风率新三师入伊克昭盟。隶属于二十二军邓宝珊指挥。新三师下辖两个步兵团、一个骑兵团、一个炮兵营。每团下设一个特务连、两个营、四个普通连，若干个排和班，总共不到一千人，军饷由当时的上级供给，吃住由地方群众负担。白海风任师长，乌兰夫任中共地下党务委员会书记、政治部代理主任。乌兰夫按照八路军的建制建立了完整的政治工作系统，团设政治主任，营连都设了政治干部，且政工干部基本上都是共产党员，加强和充实了新三师的地下党委。军事干部中蒙古人占2/3，汉人占1/3，政治干部中汉人占2/3，蒙古人占1/3。1938年11月，中央决定建立中共伊盟工委，乌兰夫任委员。
- 师部驻通格朗区。
- 第一团团长纪松林（中共党员）。部队驻鄂托克旗木凯淖尔镇桃力民村一带，团部驻在桃力民村积极抗日的大户越兆仁家院内，该团特务连长是云北西，指导员是李成林（寒峰）。桃力民抗日委员会的工作。该委员会的组成人员有：地方大户白官厚、杭素青，后来还有新三师专派人员薛向晨、奇节古、陈兴宇（克力更）、武殿才、杜如新、谭振平，李春提等人参加。新三师在伊盟驻防，同时在桃力民一带兴办文化教育事业，办起了好多的小学，新三师委派辛淑珍（女）、燕子荣等人到桃力民学校任教
- 第二团驻通格朗一带，
- 在杭锦旗后套地区成立补充团，团长朱实夫（共产党员）。汪振东任补充团团副，杭锦旗有黄玉海、乌力吉、朝克图、鄂其尔巴图、苏世龙在补充团二连当兵，由新三师以边疆少数民族学生的身份保送到四川成都中央陆军军官学校受训二年。

1940年夏，蒙疆政府伪军十八团千余人马，在日本指挥官的指挥下，向张来顺营子阵地发动进攻。白海风指挥部队，采取迂回包抄战术，打垮了伪军的进攻，日本指挥官被击毙，取得了黄河守卫战的胜利。1940年，新三师被要求开往甘肃整训。白海风接到秘密逮捕乌兰夫的命令，将命令告诉乌兰夫，乌兰夫和已经暴露身份的共产党员撤回延安。
1941年夏，新三师奉命开赴甘肃省整训。先至海原县，转至靖远。从1941年，白海风失去了同中共党组织的联系。

### 骑兵新编第七师
1942年新三师被改编为骑兵新编第七师，白海风任师长。抗战胜利后蒋介石下令该师西开甘肃张掖。

### 骑兵第九师
1945年秋，该部并入骑兵第九师，白海风仍任师长。1946年初夏，白海风部奉命开回绥远。行军途中，先头部队已过宁夏北部的石嘴山，复接蒋介石急电，在甘肃靖远停止待命，白海风部只好折回甘肃。

### 整编骑兵第二旅
1946年秋，该部改为整编骑兵第二旅，任旅长。此后，中国国民党先后任其为中国国民党第六届中央候补执行委员、国民大会代表，但白海风均未赴任。1947年春，该旅开往固原。1947年夏初，宁夏马鸿逵、青海马步芳一部分部队和白海风旅，向陇东解放区进攻。1947年5月30日，西北野战兵团出击陇东战役，新编第四旅向悦乐的整编骑兵第二旅第三团进攻；生俘整编骑兵第二旅少将副旅长陈应泉、第三团上校团长汪韬，白海风带着残部回到固原，旋开静宁整编。此时，白海风以腿疾复发，电蒋介石请求辞职，未获批准。1947年冬，该旅开陕西，与解放军第二次接触，亦被击溃。
1948年底，该部1个团在云德权率领下起义，参加了中国人民解放军。